# Monodická lyrika
Monodická lyrika, také monodie (druhý termín se ale používá i v hudbě ve smyslu jednohlasu), je termín, používaný v souvislosti se starořeckou literaturou. Označuje zde básně, které byly určeny k jednohlasému zpěvu či recitaci (odtud název) s doprovodem hudebního nástroje (zejména lyry) oproti písním, které měly být zpívány celým sborem (používá se termín sborová lyrika). V souvislosti s tím má tedy většinou subjektivní téma (milostná, elegická, náboženská apod.). K nejvýznamnějším autorům té doby patří básnířka Sapfó, autorka milostné monodické poezie. 